# Manuel Chorens
Manuel Chorens García (* 22. Januar 1916 in La Coruña, Spanien; † unbekannt) war ein kubanischer Fußballspieler.

## Karriere

### Vereine
Der gebürtige Spanier Chorens spielte bei CD Centro Gallego in der Campeonato Nacional de Fútbol de Cuba, der höchsten Spielklasse im kubanischen Fußball. Der Verein gewann zwischen 1937 und 1940 vier Mal in Folge  die kubanische Meisterschaft.

### Nationalmannschaft
Chorens nahm mit der kubanischen Nationalmannschaft an der Weltmeisterschaft 1938 teil. Sämtliche Mannschaften aus der Region Nordamerika außer der kubanischen hatten in der Qualifikation zurückgezogen. Der Abwehrspieler Chorens kam in beiden Achtelfinalspielen gegen die rumänische Nationalmannschaft (3:3, 2:1 im Wiederholungsspiel) und bei der 0:8-Niederlage im Viertelfinale gegen die schwedische Nationalmannschaft zum Einsatz.